# Konjeniški portret Karla I.
Konjeniški portret Karla I. (znan tudi kot Karel I. na konju) je velika oljna slika na platnu Anthonisa van Dycka, ki prikazuje Karla I. na konju. Karel I. je postal kralj Anglije, Škotske in Irske leta 1625 po smrti svojega očeta Jakoba I., Van Dyck pa je leta 1632 postal Karlov glavni dvorni slikar.
Portret naj bi bil naslikan približno v letih 1637–38, le nekaj let pred izbruhom angleške državljanske vojne leta 1642. Je eden izmed številnih Karlovih portretov, ki jih je naslikal Van Dyck, vključno z več portreti konjeniškega podobe. Hrani ga Narodna galerija v Londonu.

## Ozadje
To je drugi Karlov konjeniški portret, ki ga je naslikal Van Dyck. Karel je upodobljen v enakem oklepu in jezdi na mišičastem temnopolem konju z nenavadno majhno glavo. Na desni strani služabnik ponuja čelado. Karel se pojavi kot junaški kralj filozof, ki kontemplativno pregleduje svojo oblast, nosi poveljniško palico, z dolgim mečem ob boku in nosi medaljon suverena reda podvezice. Njegov melanholični, oddaljeni izraz je veljal za znak modrosti. Na obeh konjeniških slikah nosi enak nagibni oklep (čeprav je bil zadnji kraljevi oklep izdelan leta 1616, drugi predlagani leta 1622 pa je bil opuščen zaradi slabega vremena). Tablica, privezana na vejo, se glasi CAROLUS I REX MAGNAE BRITANIAE (Karel I. kralj Velike Britanije) – politična izjava tistega časa, le 33 let po tem, ko je Jakob združil kroni Škotske in Anglije ter se razglasil za kralja Velike Britanije, in skoraj 70 let preden so akti unije pravno ustvarili Kraljevino Veliko Britanijo.
Starejši konjeniški portret, Karel I. z M. de St. Antoinom, ok. 1633 prikazuje Karla pod rimskim slavolokom zmage, oblečenega v oklep in v spremstvu svojega jahalnega mojstra Pierra Antoina Bourdona, Seigneur de St Antoine. Van Dyck je naslikal še en pomemben portret Karla I. s konjem: Karel I. na lovu (Le Roi à la chasse, okoli 1635, zdaj v Louvru), ki prikazuje Karla, ki stoji ob konju v civilni obleki, kot da počiva na lovu, nosi kavalirski klobuk s širokimi krajci in se naslanja na sprehajalno palico, strmi v obalni prizor; podoba »gentlemanske brezbrižnosti in kraljevske samozavesti«.
Van Dyckovi portreti Karla I. na konju odmevajo imperialni ton Tizianovega konjeniškega portreta cesarja Karla V. iz leta 1548, ki je sam navdihnjen s konjeniškimi portreti rimskih cesarjev. Okoli leta 1620 je Van Dyck naslikal podoben portret Karla V. Kompozicija si lahko izposodi tudi Dürerjevo grafiko Vitez, smrt in hudič iz leta 1513.
To je eno od več zelo sočasnih del, ki prikazujejo Karla, kako jaha konja, da bi povečal svojo postavo. Karel je bil visok le 163 cm in se je natančno zavedal svoje višine. Poleg slik je bil leta 1633 v Charing Crossu postavljen konjeniški kip Karla I. Huberta Le Sueurja v skoraj naravni velikosti (čeprav je bil prvotno naročen leta 1630 za vrt Lorda Westona v Roehamptonu; zdaj stoji južno od Nelsonovega stebra v Trafalgar Square). Zasnova Iniga Jonesa za slavolok v Temple Baru naj bi nosila še en konjeniški Karlov kip.

## Materiali za slikanje
Raziskavo slike in njeno pigmentno analizo so izvedli znanstveniki Narodne galerije v Londonu. Van Dyck je uporabil običajne pigmente svojega časa, kot so smalta, oker, cinober, rdeče lake in azurit za precej umirjene tone in subtilne barve.

## Izvor
Slika je bila uvrščena v prvi katalog kraljeve zbirke, sestavljen v letih 1637–40. Zelo velika slika, visoka 3,67 metra in široka 2,92 metra, je bila obešena na koncu dolge galerije v palači Hampton Court. Kraljeva zbirka je bila razpršena pod Commonwealthom, slika pa je bila 21. junija 1650 prodana siru Balthazarju Gerbierju, nekdanjemu kraljevemu agentu v Antwerpnu, za 200 funtov. Kupil jo je Gisbert van Ceulen, ki jo je prodal Maksimilijanu II. Emanuelu, volilnemu knezu Bavarske in guvernerju španske Nizozemske leta 1698, a jo je cesar Jožef I. kmalu odpeljal iz Münchna kot vojni plen. Novembra 1706 je sliko podaril Johnu Churchillu, prvemu vojvodi Marlboroughskemu.
Razstavljena je bila v palači Blenheim, dokler je 8. vojvoda Marlborough leta 1895 ni prodal Narodni galeriji za 17.500 funtov. Običajno je razstavljena v sobi 31. Sodobna kraljeva zbirka vključuje manjšo različico, morda modello, morda pa pomanjšano kasnejšo različico.
- Van Dyckova prva konjeniška slika Karla, Karel I. s Seigneur de St Antoine, 1633
- Van Dyck's Le Roi à la chasse, ok. 1635
- Tizianov Konjeniški portret Karla V, 1548
- Van Dyckov Konjeniški portret Karla V., ok. 1620
- Dürerjev Vitez, Smrt in hudič, 1513